# Exelearning
eXeLearning es un programa de código abierto bajo licencia GPL-2 para crear contenidos educativos en soportes informáticos (CD, memorias USB, en la web, en la nube) sin necesidad de ser ni convertirse en expertos en HTML, XML o HTML5. eXeLearning archiva sus proyectos en la extensión .elp (eXe Learning Project) y exporta en los formatos Common Cartridge, sitio Web, texto, ePub , XLIFF , IMS CP, SCORM 1.2 y SCORM 2004. Estos últimos corresponden a estándares educativos que permiten incorporar los contenidos en herramientas como Moodle o XLIFF (un estándar para la traducción). eXeLearning permite también catalogar los contenidos con diferentes modelos de metadatos: Dublin Core, LOM y LOM-ES. eXeLearning está disponible en GNU/Linux, Microsoft Windows y Apple (a partir de Mac OS X v10.6).
Esta herramienta sirve, además, como integradora de contenidos multimedia ya que se pueden insertar elementos como videos, audios, applets, páginas web y otros recursos desarrollados y disponibles en otras herramientas y plataformas. El principal propósito por el que se diseñó fue para permitir la democratización de contenidos educativos a través de internet, utilizando procesos de producción sencillos y compatibles con la mayor cantidad de agentes (navegadores web) y sistemas administradores de aprendizaje.

## Historia
eXeLearning creció gracias a la colaboración del fondo de la Comisión de Educación Terciaria del Gobierno de Nueva Zelanda en 2007 y fue dirigido por la Universidad Tecnológica de Auckland, y la Universidad Politécnica de Tairawhiti. Más tarde, fue apoyada por la Core Education, una organización educativa de Nueva Zelanda sin ánimo de lucro para la investigación y desarrollo educacional. También ha recibido la colaboración de numerosas personas a nivel mundial. Su gran impacto en las tecnologías de la educación y su innovación le fue reconocido en el año 2008 al ser finalista del IMS Global Learning Impact Award de Nueva Zelanda. Asimismo, obtuvo el Premio al Liderazgo del jurado internacional.
En 2012, el proyecto eXeLearning continuó desarrollándose de la mano de INTEF (Instituto Nacional de Tecnologías Educativas y de Formación del Profesorado) y en colaboración con otras asociaciones públicas y empresas. Hasta ahora, las colaboraciones se han ampliado permitiendo una renovación constante de la aplicación favoreciendo de este modo su utilización, hasta ser considerada un recurso educativo de referencia en el ámbito educativo. Asimismo, este organismo junto con el CEDEC (Centro Nacional de Desarrollo Curricular en Sistemas no Propietarios), ha realizado una serie de propuestas para mejorar la experiencia didáctica en las aulas. Una de ellas, es el proyecto EDIA, que utiliza recursos educativos abiertos que se van actualizando frecuentemente, aportando recursos para todas las áreas en Educación Infantil, Primaria, Secundaria, Bachillerato y Formación Profesional. Además, encontramos otros proyectos como el proyecto CREA (Creación de Recursos Educativos Abiertos), el cual pretende facilitar recursos educativos abiertos (REA), para ayudar todos los miembros de la comunidad educativa, mediante metodologías activas, permitiendo la diversidad de aprendizajes en las clases. Por último, el Plan Ceibal (Conectividad Educativa de Informática Básica para el Aprendizaje en Línea) pretende una inclusión digital, ya que quiere erradicar la desigualdad digital existente con otros países.

## Características
En el año 2013 eXeLearning se convirtió en una aplicación web (desarrollada en Python + Ext JS) que puede utilizarse con el navegador preferido por el usuario. Desde entonces el nuevo eXeLearning ha presentado los siguientes cambios:
- Mejoras de accesibilidad y de presentación de los contenidos.
- Sustitución del formato interno utilizado: la versión original utilizaba un formato binario cerrado y se pasó a un formato XML abierto.
- Nuevo formato de exportación a XLIFF para facilitar la traducción de los contenidos.
- Desarrollo de una versión de línea de comandos (exe_do) para facilitar la publicación y mantenimiento de los contenidos mediante scripts.
- Posibilidad de generar paquetes SCORM editables con las propias herramientas.
- Genera contenidos didácticos estandarizados (reutilizables).
- Crea un menú lateral de navegación.
- eXelearning es un software libre con licencia GNU GPL.
- El programa no se considera terminado, por lo que sigue desarrollándose y mejorando.

Como herramienta gratuita, Exelearning permite crear contenidos educativos interactivos y los recursos creados son accesibles en formato XHTML o HTML5.
Los sitios web creados pueden contener imágenes, textos, actividades interactivas o archivos multimedia. 
Ofrece la exportación de los contenidos creados en otros formatos como ePub3, IMS o SCORM. Estos últimos corresponden a estándares educativos que permiten incorporar los contenidos en herramientas como Moodle o XLIFF.
ExeLearning permite trabajar con: Dublin Core LOM y LOM-ES.1 y está actualmente disponible para Mac OS X,Windows, GNU / Microsoft y Linux.

## Partes del programa
EXeLearning ofrece un gran abanico de posibilidades, así como un apartado dedicado a la catalogación de una inmensa variedad de materiales y publicaciones. Para comenzar, en la página de inicio conocida como “nodo padre”, se debe crear un mapa con los contenidos que serán guía de todo el material.
Así mismo, en el menú principal hay diferentes pestañas que pertenecen a algunas de las acciones de este programa necesarias para hacer el material. También desde este menú se puede observar la parte de área de trabajo y iDevices. Una de las partes que se deben subrayar es la gestión de archivos y datos, donde se presentan los contenidos divididos en carpetas dependiendo de su complejidad. A su vez, es destacable la catalogación de la importación y exportación de metadatos.
También se encuentra el "design creator", que se puede elegir desde el menú del programa, para desarrollar la creatividad y darle un punto personal. En el apartado de gestión de idiomas, se ofrece la posibilidad de elegir el idioma que se desee.

## Usos de eXeLearning
Ofrece una gran variedad de oportunidades. Que la persona que lo emplea desarrolle al máximo sus posibilidades dependerá de su creatividad o lo que quiera elaborar. Algunas de estas posibilidades son:
- Poner elementos multimedia.
- Hacer plantillas personalizadas.
- Plantear una situación a los estudiantes y que con sus conocimientos encuentren la solución correcta.
- Completar espacios.
- Despliegue de palabras.
- Plantear preguntas para elegir entre verdadero o falso.
- Añadir artículos de Wikipedia o de otros lugares.
- Hacer un árbol de navegación.
- Ejercicios que supongan leer un texto.
- Poner  un enlace para ejecutar actividades en una web externa (ya sea de software libre como por ejemplo Scratch o no).[17]

## Ventajas y desventajas
eXeLearning ofrece las siguientes ventajas:
- Es una herramienta intuitiva y de fácil uso para la enseñanza presencial y virtual.
- Permite el acceso a miles de recursos educativos abiertos y la posibilidad de adaptarlos según objetivos pedagógicos particulares.
- Posibilita la creación de una amplia variedad de actividades de manera dinámica y personalizada utilizando los iDevices.
- Ofrece una muy buena interfaz para el desarrollo de los contenidos educativos.
- Permite incluir en sus páginas diferentes contenidos multimedia utilizando el formato XML abierto.
- Permite exportar los contenidos en diferentes formatos estándar: HTML, ePub3 o XLIFF, SCORM o IMS para trabajar con plataformas virtuales.[20]

Sin embargo, también presenta algunas desventajas:
- Existen otras herramientas de autor más completas.
- Presenta algunos inconvenientes de diseño y funcionamiento que se van corrigiendo y actualizando en los nuevos desarrollos.

## iDevices
Los iDevices son las herramientas con las cuales se permite introducir recursos didácticos y contenidos en eXeLearning. Estos iDevices pueden ser desde muy simples, como preguntas, o más complejos como Applets de Java. Además, eXeLearning permite crear nuevos iDevices según las necesidades de cada uno. Desde la versión 2.0 se pueden agrupar o desagrupar a gusto personal, todo esto puede hacerse desde la casilla "Editar los iDevices".
En la versión 2.5 está integrada por 18 iDevices con una utilidad diferente, los cuales se clasifican de la siguiente manera:
- iDevices que permiten la exposición de información de manera textual: texto libre, objetivos y conocimiento previo.
- iDevices que permiten la exhibición de contenido no textual: galería de imágenes, lupa, sitio web externo, artículo de la Wikipedia, RSS (no dinámico) y Applet de Java.
- iDevices de contenidos no interactivos: actividad de lectura, caso práctico y reflexión.
- iDevices de contenidos interactivos: rellenar huecos, pregunta de elección múltiple, pregunta de selección múltiple, pregunta verdadero-falso, cuestionario SCORM, actividad de Geogebra y actividad desplegable.

Salvo el cuestionario SCORM y la actividad Geogebra, las demás actividades no tienen posibilidad de guardar información de los resultados de los alumnos. Los iDevices mencionados tienen capacidad de conexión a los Learning Management System, lo que permite al profesor ver si los alumnos han realizado correctamente la actividad o no.

## Descarga
La herramienta es gratuita y es sencilla de descargar desde su página oficial, teniendo la oportunidad de elaborar recursos educativos, con las ventajas de usar un software libre. Cuando se instala, tenemos que considerar el sistema operativo de nuestro dispositivo. En su web tenemos diferentes enlaces para descargarlo, eligiendo el más adecuado para el sistema que tengamos. Estos pueden ser OsX (Apple), Linux o Windows.

## Entorno de trabajo
Al abrir eXeLearning, nos encontraremos cuatro zonas bien diferenciadas:
1. Estructura: Las herramientas permiten crear índices de los contenidos introducidos.Las herramientas encontradas permiten crear índices de los contenidos introducidos. Estos se pueden estructurar en Temas Secciones y Unidades para su mejor comprensión y accesibilidad. Al inicio de todo proyecto eXeLearning se encuentra el nodo Inicio donde se cuelgan todos los contenidos.[28]
2. Menú principal: podremos gestionar los archivos, la impresión, las exportaciones, los estilos, las preferencias de usuario y la ayuda.[28]
3. iDevices: diferentes instrumentos que permiten incluir los contenidos generados.[28]
4. Área de trabajo: en la pestaña "Contenidos" (anteriormente "Autoría") podremos visualizar los contenidos creados y en "Propiedades" incluir metadatos referentes a nuestras creaciones.[28]

## Versiones
Las novedades más importantes que el programa ha incorporado se sintetizan en la siguiente tabla:
| Versión | Lanzamiento | Novedad |
| ------- | ----------- | --- |
| 2.1     | 2016        | Posibilidad de publicar en la plataforma de referencia de Recursos Educativos Abiertos, Procomún. Nuevas plantillas para posibilitar el diseño y personalización de diversos estilos y la opción de compartirlos con el resto de usuarios. Actualización del editor TinyMCE a la versión 3.5.11, se han añadido nuevos efectos FX (acordeón, pestañas, paginación, carrusel y línea de tiempo), el Tooltip, una lista de definiciones y la posibilidad de agregar referencias de forma automática. . |
| 2.1.1   | 2017        | Nuevo editor de texto que permite importar audios y vídeos, se añade como nuevo editor el TinyMCE 4 que permite agregar imágenes arrastrándolas de carpetas o copiándolas y pegándolas y la opción de personalizar los IDevices. |
| 2.2     | 2018        | Uso de iDevices específicos para la elaboración de recursos con metodología ABP (aprendizaje basado en proyectos). Se facilita a los usuarios crear materiales y plantillas para los contenidos. |
| 2.3     | 2018        | Nuevo iDevice GeoGebra, la revisión de las publicaciones antes de exportarlas a Procomún, un sistema de validación para corroborar que la información introducida está completa y referenciada, la posibilidad de avisar en caso de exportar contenidos con metadatos, así como un asistente de ayuda para orientar a los nuevos usuarios eXeLearning. |
| 2.4     | 2019        | Paquete actualizado al archivo de paquete personal (PPA) en Launchpad de eXeLearning.net. Para crear materiales educativos y simplificar y facilitar el uso del programa se añaden: - Herramienta de validación para solicitar información importante al exportar. - Distintos tipos de hojas de estilo para definir, con un solo clic, la apariencia del documento. - Permite la integración de textos, enlaces a otras páginas, enlaces a archivos, adjuntar imágenes, vídeos, animaciones flash y otras nuevas opciones. - Dispone de versiones para los diferentes sistemas operativos (Windows, Mac y Linux). Nuevos iDevices: - iDevices de presentación de información de forma textual: Sirven para presentar contenidos o temas (texto libre, objetivos, conocimiento previo). - iDevices de actividades no interactivas: Se proponen actividades que no pueden ser contestadas directamente (actividad, reflexión, lectura, caso práctico). - iDevices de actividades interactivas: Permiten interactuar directamente con el objeto con retroalimentación y resultados (verdadero-falso, cuestionario SCORM, rellenar huecos, desplegables). - iDevices de presentación de información no textual: Permiten incorporar recursos externos (artículos de Wikipedia, RSS, webs, imágenes, lupa, applet de java). |
| 2.4.2   | 2019        | La nueva versión 2.4.2. de exelearning nos ofrece un gran número de novedades. Además de corregir pequeños fallos, se incluyen varias mejoras. A continuación, aparecen, en resumen las mejoras más importantes: - Librerías Python tiene algunas librerías actualizadas. - Se añade un buscador nuevo opcional para las páginas. - Para crear documentación aparecen tres nuevos estilos: INTEF, CEDEC y Docs. - Aunque aparecen menos estilos, se puede crear uno nuevo y se pueden instalar los antiguos. - Se han modificado textos con el fin de facilitar su comprensión, simplificando la barra de herramientas. - Es posible hacer desaparecer el panel lateral. - Incluye una herramienta de ayuda para incluir contenidos en páginas nuevas. - Se han modificado los avisos de guardado para que no interfieran en la escritura. |
| 2.5     | 2020        | La nueva versión del eXeLearning proporciona las siguientes novedades: - iDevice para la creación de rúbricas para evaluar desde la misma página. - Incorpora actividades lúdicas y educativas como: - Rosco: Juego de palabras que trabaja todo el abecedario. - Adivina: Aportando la definición de una palabra, el alumnado tiene que completar el término. - QuExt: Juego en el que se muestran una serie de preguntas con diferentes respuestas. - VideoQuExt: Previa visualización de un vídeo, se contestan preguntas sobre el mismo. - Borra automáticamente aquellos archivos que no constituyen una parte del contenido (aquí se incluyen los archivos que se insertan o se enlazan con anterioridad desde TinyMCE). - Nuevos iconos disponibles para los Estilos Kids y CEDEC. - Mejora las traducciones y las completa en las siguientes lenguas: castellano, valenciano, catalán, vasco, gallego, ruso, chino simplificado y francés. - Traducción parcial al polaco y al butanés, incorporando también el butanés en los idiomas permitidos. Asimismo, esta actualización realiza las siguientes mejoras respecto a la versión anterior: - No posibilita cerrar los diferentes menús de la aplicación al clicar sobre los elementos. - Al añadir vídeos, se añade automáticamente el protocolo HTTPS. - En el iDevice “Actividad de GeoGebra” se obtienen automáticamente las medidas de la actividad. - En el apartado “Experimental”, los iDevices no aparecen. - Nuevo iDevice para mejorar la forma de distribuir la edición en diferentes pestañas. - Inclusión de iconos novedosos para modificar el posicionamiento de los nodos. |

## Actividades educativas
eXeLearning permite incluir recursos creados por otras herramientas de autor, como: Hot Potatoes, Constructor Atenex, Cuadernia o LIM. Para su ejecución no es necesaria la conexión a la red.
- Hot Potatoes. Herramienta que ayuda a crear ejercicios educativos. Los tipos de  ejercicios puede ser: selección múltiple, rellenar los huecos, respuesta corta, emparejamiento, crucigramas, etc.
- Constructor Atenex. (Consejería de Educación de Extremadura). Facilita la creación de contenidos educativos digitales por parte de los docentes.
- Cuadernia. (Consejería de Educación y Ciencia de Castilla-La Mancha). Herramienta para crear y acceder a recursos educativos digitales.
- LIM (Libros Interactivos Multimedia). Permite la inserción de una serie de módulos que pueden funcionar dentro de los materiales que creemos.[39]

## Hoja de ruta
El futuro de eXeLearning pasa por la incorporación de nuevos iDevices y Estilos, la inclusión de una herramienta para la edición del diseño en tiempo real, la sustitución de todos los fragmentos de código no compatibles con la licencia GPL-2 o las mejoras en la importación de contenidos generados con otras herramientas. Se convertirá en un servicio web puro conectado a distintas plataformas.
Existen proyectos de mantenimiento cuyo objetivo es ir mejorando las versiones más antiguas por otras más recientes y contribuir a las mejoras que manifiestan los usuarios. A la hora de poner en marcha las nuevas líneas de desarrollo hay que tener cierta precaución con los riesgos que suponen estos retos de mejora.